# 香寺民俗資料館
香寺民俗資料館（こうでらみんぞくしりょうかん）は兵庫県姫路市香寺地区にある資料館で、1971年（昭和46年）に開館した。運営は、一般財団法人香寺民俗資料館。

## 概要

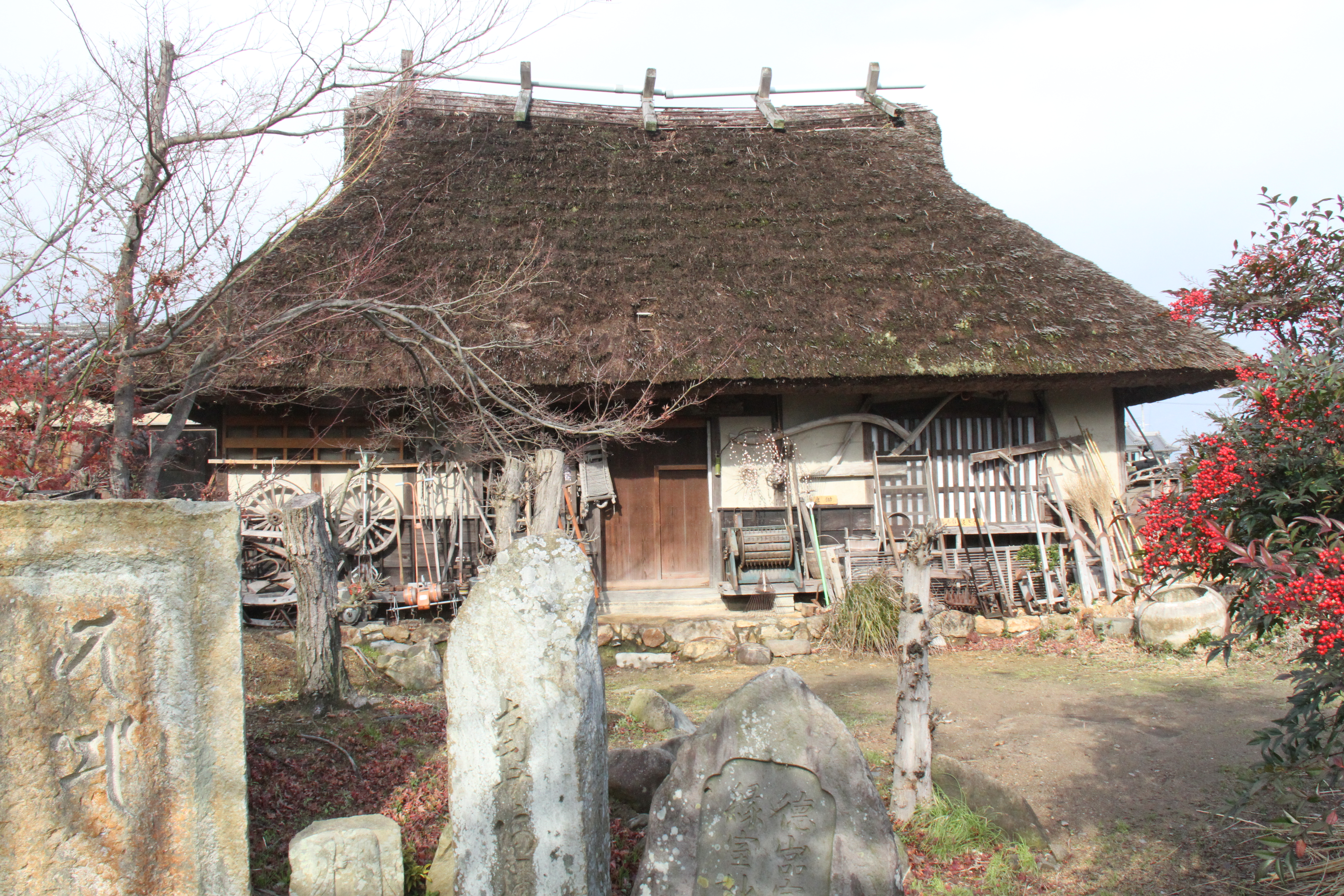
茅葺き

播磨地方に伝わる生活の用具、農具、丹波立杭焼の壺・かめ、江戸時代の古文書、その他民俗資料など約10万点を所蔵、展示している。資料館の建物は旧姫路藩の豪商であった旧尾田家の屋敷を移築したもので、「兵庫住宅100選」に選ばれている歴史的建造物。この本棟と茅葺きの別棟で構成される。平成17年度には県の景観形成重要建造物に指定された。

## 行事
- 娑羅をめでる会 - 毎年6月下旬の約一週間、本館中庭の“娑羅の庭”にて開催
- 秋の特別展示 - 11月中旬より
- 常設展示のほか、小学校3年生を対象に千歯扱き、唐箕、足踏み脱穀機、石臼などを使った体験学習を実施

## 利用情報
- 入館料 - 大人400円、高校生200円、小・中学生100円
- 開館時間 - 10時から16時
- 開館日 - 土曜日・日曜日(団体は平日でも受け付けます[要予約])

## 所在地
兵庫県姫路市香寺町中仁野366

## 交通アクセス
- JR播但線 香呂駅 徒歩8分

## 周辺情報
- 日本玩具博物館（徒歩3分）